# 家出娘
『家出娘』（いえでむすめ）は、「特集ドラマ」として2022年3月22日にNHK総合で放送されたテレビドラマ。
「第45回創作テレビドラマ大賞」応募作1,047本から選ばれた大賞受賞作をテレビドラマ化。
母を亡くした少女と少女の叔母、大切な人を失った者同士が、数日間の共同生活を通してお互いの思いを寄り添わせ、次の一歩を踏み出そうとする姿を描く。

## キャスト

### 主要人物
江井はるか（えい はるか）
演 - 木村湖音
小学5年生。地方の街で父と二人暮らし。3年前に母を亡くしている。
父の再婚話がやり切れず衝動的に家出し、東京にいる叔母の和歌子の所に行く。
湯浅和歌子（ゆあさ わかこ）
演 - ファーストサマーウイカ
はるかの叔母。沙希子の妹。突然訪ねてきたはるかに戸惑いながらも寄り添う。
江井清治（えい きよはる）
演 - 有野晋哉
はるかの父。いきなり家出したはるかのことをすごく心配している。
湯浅義雄（ゆあさ よしお）
演 - 徳井優 
はるかの祖父。沙希子たちの父。
和歌子がゾンビになっている映画を娘が出演してると喜んで観る。
江井沙希子（えい さきこ）
演 - 高見こころ
はるかの母。自ら命を絶ってしまっている。
湯浅真由美（ゆあさ まゆみ）
演 - 梶本惠美 
はるかの祖母。沙希子たちの母。

### その他
交番の警官
演 - 松尾淳一郎
西新宿交番で勤務。はるかを保護して和歌子に迎えに来てもらう手助けをしてくれる。
マンションの住人
演 - F.ジャパン
和歌子の転居後の住人。はるかに和歌子のことを聞かれる。
青果店の店主
演 - 嘉門洋子
新大久保の青果店店主。はるかに和歌子のマンションの場所を聞かれる。スイカを持たせてくれる。
劇中劇の出演者
演 - 吉田美佳子
劇中劇のヒロインで、和歌子が演じるゾンビと戦う女子高生。

## スタッフ
- 作 - 船越凡平
- 音楽 - haruka nakamura
- 演出 - 石塚嘉（NHKエンタープライズ)
- プロデューサー -宇佐川隆史（NHKエンタープライズ）
- 制作統括 - 高橋練（NHKエンタープライズ）、岡本幸江（NHK）
- 制作 - NHKエンタープライズ
- 取材協力 - あしなが育英会[8]